# مونتاگوتو
مونتاگوتو (به ایتالیایی: Montaguto) یک کومونه در ایتالیا است که در استان آولینو واقع شده‌است.

## خصوصیات
مونتاگوتو ۱۸٫۲۱ کیلومترمربع مساحت و ۴۹۷ نفر جمعیت دارد و ۷۳۰ متر بالاتر از سطح دریا واقع شده‌است.